# Зміна базису
У лінійній алгебрі, базис для векторного простору це лінійно незалежна множина для якої цей простір є лінійною оболонкою. Ця стаття здебільшого розглядає скінченно-вимірні векторні простори, але багато теорем мають місце для нескінченно-вимірних векторних просторів. Базис векторного простору розмірності n це множина з n векторів (α1, …, αn), які називають базисними векторами, з властивістю, що будь-який вектор цього простору можна представити як унікальну лінійну комбінацію базисних векторів. Матриці переходу операторів також визначені вибраним базисом. Через те, що часто бажано працювати з більше ніж одним базисом для векторного простору, у лінійній алгебрі засадничо важливо бути здатним легко переходити від координатних представлень векторів і операторів в одному базисі до їх тотожних представлень в іншому базисі. Такий перехід називається зміною базису.
Хоча символ R, що ми його використовуємо нижче може позначати поле дійсних чисел, результати дійсні і, якщо R замінено на будь-яке поле F. Хоча нижче використано термінологію векторних просторів, обговорені результати дійсні і тоді коли R це комутативне кільце а векторний простір повсюдно замінено на вільний R-модуль.

## Матриця переходу

### Означення
Матрицею переходу в {\displaystyle \ n}-вимірному просторі від базису {\displaystyle {\mathcal {A}}=\langle \mathbf {a} _{1},\mathbf {a} _{2},\ldots ,\mathbf {a} _{n}\rangle } до базису {\displaystyle {\mathcal {B}}=\langle \mathbf {b} _{1},\mathbf {b} _{2},\ldots ,\mathbf {b} _{n}\rangle } називається квадратна матриця, стовпці якої — координати розкладу векторів {\displaystyle \langle \mathbf {b} _{1},\mathbf {b} _{2},\ldots ,\mathbf {b} _{n}\rangle } у базисі {\displaystyle \langle \mathbf {a} _{1},\mathbf {a} _{2},\ldots ,\mathbf {a} _{n}\rangle }.
А саме нехай виконуються рівності (де всі коефіцієнти однозначно визначені, бо {\displaystyle \langle \mathbf {a} _{1},\mathbf {a} _{2},\ldots ,\mathbf {a} _{n}\rangle } є базисом):
{\displaystyle \mathbf {b} _{1}=\alpha _{11}\mathbf {a} _{1}+\alpha _{12}\mathbf {a} _{2}+\ldots +\alpha _{1n}\mathbf {a} _{n}}
{\displaystyle \mathbf {b} _{2}=\alpha _{21}\mathbf {a} _{1}+\alpha _{22}\mathbf {a} _{2}+\ldots +\alpha _{2n}\mathbf {a} _{n}}
{\displaystyle \cdots }.
{\displaystyle \mathbf {b} _{n}=\alpha _{n1}\mathbf {a} _{1}+\alpha _{n2}\mathbf {a} _{2}+\ldots +\alpha _{nn}\mathbf {a} _{n}.}
Тоді матриця переходу має вигляд:
{\displaystyle B({\mathcal {A}},{\mathcal {B}})={\begin{pmatrix}\alpha _{11}&\alpha _{21}&\ldots &\alpha _{n1}\\\alpha _{12}&\alpha _{22}&\ldots &\alpha _{n2}\\\vdots &\vdots &\ddots &\vdots \\\alpha _{1n}&\alpha _{2n}&\ldots &\alpha _{nn}\end{pmatrix}}}
Якщо записувати базиси за допомогою вектор-рядків елементами яких є базисні вектори, то можна у матричній формі записати:
{\displaystyle \langle \mathbf {b} _{1},\mathbf {b} _{2},\ldots ,\mathbf {b} _{n}\rangle =\langle \mathbf {a} _{1},\mathbf {a} _{2},\ldots ,\mathbf {a} _{n}\rangle \cdot B({\mathcal {A}},{\mathcal {B}})=\langle \mathbf {a} _{1},\mathbf {a} _{2},\ldots ,\mathbf {a} _{n}\rangle {\begin{pmatrix}\alpha _{11}&\alpha _{21}&\ldots &\alpha _{n1}\\\alpha _{12}&\alpha _{22}&\ldots &\alpha _{n2}\\\vdots &\vdots &\ddots &\vdots \\\alpha _{1n}&\alpha _{2n}&\ldots &\alpha _{nn}\end{pmatrix}}.}

### Властивості
- Матрицею переходу від довільного базису {\displaystyle {\mathcal {A}}=\langle \mathbf {a} _{1},\mathbf {a} _{2},\ldots ,\mathbf {a} _{n}\rangle } до самого себе є одинична матриця.
- Якщо {\displaystyle {\mathcal {A}}=\langle \mathbf {a} _{1},\mathbf {a} _{2},\ldots ,\mathbf {a} _{n}\rangle }, {\displaystyle {\mathcal {B}}=\langle \mathbf {b} _{1},\mathbf {b} _{2},\ldots ,\mathbf {b} _{n}\rangle } і {\displaystyle {\mathcal {C}}=\langle \mathbf {c} _{1},\mathbf {c} _{2},\ldots ,\mathbf {c} _{n}\rangle } є трьома базисами одного векторного простору і {\displaystyle B({\mathcal {A}},{\mathcal {B}})} є матрицею переходу від {\displaystyle {\mathcal {A}}} до базису {\displaystyle {\mathcal {B}},} а {\displaystyle B({\mathcal {B}},{\mathcal {C}})} є матрицею переходу від базису {\displaystyle {\mathcal {B}}} до базису {\displaystyle {\mathcal {C}}}, то матриця переходу від {\displaystyle {\mathcal {A}}} до {\displaystyle {\mathcal {C}}} є добутком цих матриць:

{\displaystyle B({\mathcal {A}},{\mathcal {C}})=B({\mathcal {B}},{\mathcal {C}})\cdot B({\mathcal {A}},{\mathcal {B}})}
- Зокрема із попереднього випливає, що матриця переходу між будь-якими матрицями є невиродженою і матриця зворотного переходу є оберненою до даної матриці переходу:

{\displaystyle B({\mathcal {B}},{\mathcal {A}})=(B({\mathcal {A}},{\mathcal {B}}))^{-1}}.
- Якщо розглядається векторний простір над полем дійсних чисел і базис {\displaystyle {\mathcal {A}}=\langle \mathbf {a} _{1},\mathbf {a} _{2},\ldots ,\mathbf {a} _{n}\rangle } є ортонормованим щодо деякого скалярного добутку на просторі, то базис {\displaystyle {\mathcal {B}}=\langle \mathbf {b} _{1},\mathbf {b} _{2},\ldots ,\mathbf {b} _{n}\rangle } буде ортонормованим тоді і тільки тоді, коли матриця переходу {\displaystyle B({\mathcal {A}},{\mathcal {B}})} буде ортогональною. У випадку комплексних векторних просторів таке саме твердження справедливе для унітарних матриць і ермітових скалярних добутків.

## Перетворення координат вектора при зміні базису
Нехай деякий довільний вектор {\displaystyle \mathbf {x} } виражається через вектори у базисах {\displaystyle {\mathcal {A}}=\langle \mathbf {a} _{1},\mathbf {a} _{2},\ldots ,\mathbf {a} _{n}\rangle } і {\displaystyle {\mathcal {B}}=\langle \mathbf {b} _{1},\mathbf {b} _{2},\ldots ,\mathbf {b} _{n}\rangle } як
{\displaystyle \mathbf {x} =x_{1}\mathbf {a} _{1}+x_{2}\mathbf {a} _{2}+\dots +x_{n}\mathbf {a} _{n}=\sum _{i}x_{i}\,\mathbf {a} _{i},}
і
{\displaystyle \mathbf {x} =y_{1}\mathbf {b} _{1}+y_{2}\mathbf {b} _{2}+\dots +y_{n}\mathbf {b} _{n}=\sum _{i}y_{i}\,\mathbf {b} _{i}.}
Ці рівності дозволяють ввести координатні вектор-стовпці і за допомогою матричного добутку і означення матриці переходу записати:
{\displaystyle \mathbf {x} =\langle \mathbf {a} _{1},\mathbf {a} _{2},\ldots ,\mathbf {a} _{n}\rangle {\begin{pmatrix}x_{1}\\\vdots \\x_{n}\end{pmatrix}}=\langle \mathbf {b} _{1},\mathbf {b} _{2},\ldots ,\mathbf {b} _{n}\rangle {\begin{pmatrix}y_{1}\\\vdots \\y_{n}\end{pmatrix}}=\langle \mathbf {a} _{1},\mathbf {a} _{2},\ldots ,\mathbf {a} _{n}\rangle \cdot B({\mathcal {A}},{\mathcal {B}}){\begin{pmatrix}y_{1}\\\vdots \\y_{n}\end{pmatrix}}.}
Із однозначності запису вектора через базис звідси випливає формула перетворення координат при зміні базису:
{\displaystyle {\begin{pmatrix}x_{1}\\\vdots \\x_{n}\end{pmatrix}}=B({\mathcal {A}},{\mathcal {B}}){\begin{pmatrix}y_{1}\\\vdots \\y_{n}\end{pmatrix}}.}
Тобто якщо координати деякого вектора у базисі {\displaystyle {\mathcal {B}}} утворюють вектор стовпець {\displaystyle y}, а у базисі {\displaystyle {\mathcal {A}}} утворюють вектор стовпець {\displaystyle x}, то 
{\displaystyle x=B({\mathcal {A}},{\mathcal {B}})y.}
Важливо помітити зміну порядку у цій формулі. Якщо матриця {\displaystyle B({\mathcal {A}},{\mathcal {B}})} визначає перехід від базису {\displaystyle {\mathcal {A}}} до базису {\displaystyle {\mathcal {B}}}, то формула перетворення координат задає перехід навпаки від координат у базисі {\displaystyle {\mathcal {B}}} до координат у базисі {\displaystyle {\mathcal {A}}}. Тому матрицю {\displaystyle B({\mathcal {A}},{\mathcal {B}})} можна також називати матрицею переходу від координат у базисі  {\displaystyle {\mathcal {B}}} до координат у базисі {\displaystyle {\mathcal {A}}}.
У такій інтерпретації можна також дати означення матриці переходу через матриці лінійного відображення. Стовпцями такої матриці {\displaystyle M(T;{\mathcal {A}},{\mathcal {B}})} є координати {\displaystyle T(\mathbf {a} _{i})} у базисі {\displaystyle {\mathcal {B}}}. Якщо вибрати тотожне лінійне перетворення то стовпцями матриці {\displaystyle M(I;{\mathcal {B}},{\mathcal {A}})} будуть координати розкладів векторів із {\displaystyle {\mathcal {B}}} у базисі {\displaystyle {\mathcal {A}}}. Тому
{\displaystyle B({\mathcal {A}},{\mathcal {B}})=M(I;{\mathcal {B}},{\mathcal {A}})}.
Зміна порядку базисів у правій і лівій частині не є помилково.

### Приклади

#### Два виміри
У двовимірному просторі, двійка векторів отриманих обертанням стандартного базису проти годинникової стрілки на 45° є базисом простору. Матриця чиї стовпчики є координатами цих векторів у початковому базисі має вид:
{\displaystyle M={\begin{bmatrix}{\frac {1}{\sqrt {2}}}&{\frac {-1}{\sqrt {2}}}\\{\frac {1}{\sqrt {2}}}&{\frac {1}{\sqrt {2}}}\end{bmatrix}}}
Якщо ми хочемо перевести будь-який вектор простору в цей базис, нам треба помножити зліва його компоненти на обернену до цієї матрицю, а щоб перевести вектор з координатами у новому базисі у координати стандартного потрібно нові координати помножити на саму матрицю.

#### Три виміри
Нехай R буде новим базисом заданим за допомогою кутів Ейлера. Матриця цього базису в якості стовпців матиме компоненти кожного з векторів у стандартному базисі. Отже, ця матриця виглядає так (Див. статтю Ейлерові кути):
{\displaystyle \mathbf {R} ={\begin{bmatrix}\mathrm {c} _{\alpha }\,\mathrm {c} _{\gamma }-\mathrm {s} _{\alpha }\,\mathrm {c} _{\beta }\,\mathrm {s} _{\gamma }&-\mathrm {c} _{\alpha }\,\mathrm {s} _{\gamma }-\mathrm {s} _{\alpha }\,\mathrm {c} _{\beta }\,\mathrm {c} _{\gamma }&\mathrm {s} _{\beta }\,\mathrm {s} _{\alpha }\\\mathrm {s} _{\alpha }\,\mathrm {c} _{\gamma }+\mathrm {c} _{\alpha }\,\mathrm {c} _{\beta }\,\mathrm {s} _{\gamma }&-\mathrm {s} _{\alpha }\,\mathrm {s} _{\gamma }+\mathrm {c} _{\alpha }\,\mathrm {c} _{\beta }\,\mathrm {c} _{\gamma }&-\mathrm {s} _{\beta }\,\mathrm {c} _{\alpha }\\\mathrm {s} _{\beta }\,\mathrm {s} _{\gamma }&\mathrm {s} _{\beta }\,\mathrm {c} _{\gamma }&\mathrm {c} _{\beta }\end{bmatrix}}.}
Знов-таки, будь-який вектор простору можна перевести в цей новий базис домножуючи його зліва на обернену до цієї матриці.

## Перетворення матриці лінійного відображення при зміні базису
Нехай задані векторні простори  {\displaystyle V} і {\displaystyle W}  над одним полем і для простору {\displaystyle V} вибрані два базиси {\displaystyle {\mathcal {A}}=(\mathbf {a} _{1},\ldots ,\mathbf {a} _{n})} і {\displaystyle {\mathcal {A}}'=(\mathbf {a} '_{1},\ldots ,\mathbf {a} '_{n}),} а у просторі {\displaystyle W} вибрані два базиси {\displaystyle {\mathcal {B}}=(\mathbf {b} _{1},\ldots ,\mathbf {b} _{m})} і {\displaystyle {\mathcal {B}}'=(\mathbf {b} '_{1},\ldots ,\mathbf {b} '_{m}).} Нехай {\displaystyle B({\mathcal {A}},{\mathcal {A}}')} і {\displaystyle B({\mathcal {B}},{\mathcal {B}}')} є відповідними переходами між базисами у двох просторах.
Якщо тепер {\displaystyle T:V\to W} є лінійним відображенням то у відповідних базисах воно задається матрицями {\displaystyle M(T;{\mathcal {A}},{\mathcal {B}})} і {\displaystyle M(T;{\mathcal {A}}',{\mathcal {B}}')}. Якщо {\displaystyle \mathbf {x} \in V} є довільним вектором, координати якого у базисах {\displaystyle {\mathcal {A}}} і {\displaystyle {\mathcal {A}}'} можна записати за допомогою вектор стовпців {\displaystyle {\begin{pmatrix}x_{1}\\\vdots \\x_{n}\end{pmatrix}}} і {\displaystyle {\begin{pmatrix}x'_{1}\\\vdots \\x'_{n}\end{pmatrix}}}, то {\displaystyle T(\mathbf {x} )} є вектором простору {\displaystyle W} координати якого у базисах {\displaystyle {\mathcal {B}},{\mathcal {B}}'} можна записати  за допомогою вектор стовпців {\displaystyle {\begin{pmatrix}y_{1}\\\vdots \\y_{m}\end{pmatrix}}} і {\displaystyle {\begin{pmatrix}y'_{1}\\\vdots \\y'_{m}\end{pmatrix}}}.
У цих позначеннях у матричному записі враховуючи означення матриць переходу і лінійного відображення:
{\displaystyle {\begin{pmatrix}y'_{1}\\\vdots \\y'_{m}\end{pmatrix}}=B({\mathcal {B}}',{\mathcal {B}})\cdot {\begin{pmatrix}y_{1}\\\vdots \\y_{m}\end{pmatrix}}=B({\mathcal {B}}',{\mathcal {B}})\cdot M(T;{\mathcal {A}},{\mathcal {B}})\cdot {\begin{pmatrix}x_{1}\\\vdots \\x_{n}\end{pmatrix}}=B({\mathcal {B}}',{\mathcal {B}})\cdot M(T;{\mathcal {A}},{\mathcal {B}})\cdot B({\mathcal {A}},{{\mathcal {A}}'})\cdot {\begin{pmatrix}x'_{1}\\\vdots \\x'_{n}\end{pmatrix}}.}
Оскільки вказані рівності справедливі для координатних стовпців усіх векторів {\displaystyle \mathbf {x} \in V}, то {\displaystyle B({\mathcal {B}}',{\mathcal {B}})\cdot M(T;{\mathcal {A}},{\mathcal {B}})\cdot B({\mathcal {A}},{{\mathcal {A}}'})} є однозначно визначеною матрицею відображення {\displaystyle T:V\to W} у базисах {\displaystyle {\mathcal {A}}'} і {\displaystyle {\mathcal {B}}'}:
{\displaystyle M(T;{\mathcal {A}}',{\mathcal {B}}')=B({\mathcal {B}}',{\mathcal {B}})\cdot M(T;{\mathcal {A}},{\mathcal {B}})\cdot B({\mathcal {A}},{\mathcal {A}}')=(B({\mathcal {B}},{\mathcal {B}}')^{-1}\cdot M(T;{\mathcal {A}},{\mathcal {B}})\cdot B({\mathcal {A}},{\mathcal {A}}').}
Зокрема якщо {\displaystyle V=W} і {\displaystyle T} є лінійним перетворенням, то його матриці  у базисах {\displaystyle {\mathcal {A}}} і {\displaystyle {\mathcal {A}}'} пов'язані співвідношенням:
{\displaystyle M(T;{\mathcal {A}}')=(B({\mathcal {A}},{\mathcal {A}}'))^{-1}\cdot M(T;{\mathcal {A}})\cdot B({\mathcal {A}},{\mathcal {A}}')}.
У простіших позначеннях, якщо {\displaystyle A} є матрицею перетворення у базисі {\displaystyle {\mathcal {A}}}, а {\displaystyle A'} є матрицею перетворення у базисі {\displaystyle {\mathcal {A}}'} і {\displaystyle U=B({\mathcal {A}},{\mathcal {A}}')}, то:
{\displaystyle A'=U^{-1}AU}.

## Матриця білінійної форми
Білінійна форма на векторному просторі V над полем R це відображення V × V → R лінійне щодо обох аргументів. Тобто, B : V × V → R білінійна, якщо відображення
{\displaystyle \mathbf {x} \mapsto B(\mathbf {x} ,\mathbf {y} )}
{\displaystyle \mathbf {y} \mapsto B(\mathbf {y} ,\mathbf {x} )}
лінійні для будь-якого y з V. Це визначення також застосовне для модуля над комутативним кільцем і гомоморфізмом модуля в якості лінійного відображення.
Матриця Грама G, що відповідає базису {\displaystyle {\mathcal {A}}=\langle \mathbf {a} _{1},\mathbf {a} _{2},\ldots ,\mathbf {a} _{n}\rangle } визначена так
{\displaystyle G_{i,j}=B(\mathbf {a} _{i},\mathbf {a} _{j}).}
Якщо {\displaystyle \mathbf {x} =\sum _{i}x_{i}\mathbf {a} _{i}} і {\displaystyle \mathbf {y} =\sum _{i}y_{i}\mathbf {a} _{i}} це представлення векторів x, y у цьому базисі, тоді білінійна форма задана так
{\displaystyle B(\mathbf {x} ,\mathbf {y} )=\mathbf {x} ^{\mathsf {T}}G\mathbf {y} .}
Матриця буде симетрична якщо білінійна форма B це симетрична білінійна форма.

### Зміна базису
Якщо задано два базиси {\displaystyle {\mathcal {A}}=\langle \mathbf {a} _{1},\mathbf {a} _{2},\ldots ,\mathbf {a} _{n}\rangle } і {\displaystyle {\mathcal {A}}'=\langle \mathbf {a} '_{1},\mathbf {a} '_{2},\ldots ,\mathbf {a} '_{n}\rangle },  {\displaystyle G} є матрицею Грама у першому базисі, а {\displaystyle G'} є матрицею грама у другому базисі, то ці матриці пов'язана співвідношенням із матрицею переходу {\displaystyle B({\mathcal {A}},{\mathcal {A}}')}:
{\displaystyle G'=B({\mathcal {A}},{\mathcal {A}}')^{\mathsf {T}}\cdot G\cdot B({\mathcal {A}},{\mathcal {A}}').}